# Xianshou
Xianshou è un genere di mammaliaformi estinti, appartenente agli aramiidi. Visse nel Giurassico superiore (Oxfordiano, circa 160 milioni di anni fa), e i suoi resti fossili sono stati ritrovati in Cina.

## Descrizione
Questo animale è noto grazie ad alcuni fossili eccezionalmente conservati, che mostrano anche tracce di peli lungo il corpo. L'aspetto generale di Xianshou doveva essere simile a quello degli scoiattoli. Almeno la specie Xianshou songae era dotata di un patagio simile a quello degli odierni scoiattoli volanti, e come questi ultimi doveva essere in grado di planare. 
La dentatura di Xianshou era composta superiormente da due incisivi, due premolari e due molari, e inferiormente da un incisivo, un premolare e due molari. Sia i molari superiori che quelli inferiori erano ovoidali, con un basso bacino centrale. Xianshou si differenziava dall'affine Sineleutherus per avere tre cuspidi separate sul secondo incisivo superiore, un quarto premolare non molariforme con una cuspide mesiolinquale ipertrofica e un tallone debolmente sviluppato. Rispetto a Shenshou e Arboroharamiya, il primo incisivo superiore era estremamente piccolo. 
Le due specie note di Xianshou differivano principalmente per alcune caratteristiche della dentatura e per la taglia: la specie Xianshou linglong doveva pesare poco più di 80 grammi e possedeva cuspidi e creste dei molari più taglienti rispetto alla specie X. songae, che era più piccola e doveva pesare circa 40 grammi.

## Classificazione
Xianshou è un rappresentante degli aramiidi, un gruppo di terapsidi affini ai mammiferi (o forse rappresentanti arcaici dei mammiferi) noti principalmente per fossili della dentatura; nel corso del nuovo millennio, tuttavia, sono stati scoperti numerosi fossili completi di aramiidi in Cina, tra i quali quelli di Xianshou. Questo genere è stato attribuito al gruppo derivato noto come Euharamiyida, comprendente le forme più recenti tra gli aramiidi. In particolare, Xianshou è stato ascritto alla famiglia Eleutherodontidae. 
Entrambe le specie di Xianshou sono state descritte nel 2014, sulla base di resti fossili ritrovati nella formazione Tiaojishan nella provincia di Liaoning in Cina.

## Etimologia
Il nome generico Xianshou deriva dalla parola cinese xiān (仙), che significa "immortale" o "essere celestiale", e shòu (獸), che significa "creatura" o "bestia". L'epiteto specifico linglong deriva sia dalla parola cinese che significa "squisito" (玲瓏), sia dal nome della città di Linglongta, nei pressi della quale è stato scoperto l'olotipo. L'epiteto specifico songae è in onore della scopritrice dell'esemplare, Rufeng Song.

## Paleoecologia
Come la maggior parte degli eleuterodontidi, Xianshou era con tutta probabilità arboricolo. Almeno la specie X. songae doveva essere in grado di compiere brevi voli planati grazie alla presenza di un patagio.